# 斯蒂芬森山
斯蒂芬森山（英語：Mount Stephenson）是南極洲的山峰，位於喬治六世海峽以西13公里，距離埃格伯特山15公里，海拔高度2,987米。該山峰在1909年被法國探險隊發現。